# 10838 Лебон
10838 Лебон (10838 Lebon) — астероїд головного поясу, відкритий 9 березня 1994 року.
Тіссеранів параметр щодо Юпітера — 3,340.